# Сражение на Еловой горе
Сражение на Еловой горе (сербохорв. Bitka na Jelovoj gori / Битка на Јеловој гори — одно из ключевых столкновений Второй мировой войны между главными силами Югославской армии на родине (ЮВуО, также четники) и частями Народно-освободительной армии Югославии (НОАЮ, также партизаны). Сражение происходило 7—9 сентября 1944 года в Западной Сербии в районе Еловой горы при наибольшей концентрации четнических и партизанских сил на поле боя за весь период войны. Завершилось крупным поражением четников, от которого они не оправились до конца войны.

## Предыстория
В результате действий 2-го ударного корпуса в ходе Дурмиторской операции был сорван план немцев воспрепятствовать прорыву частей НОАЮ через Черногорию и Санджак в Сербию. К концу августа 1944 года части 1-го Пролетарского корпуса сосредоточились для прорыва на реке Лим, а 12-й Воеводинский корпус (16-я и 36-я Воеводинские дивизии) — на Дрине, к югу от Вишеграда.
В конце августа 1944 года Верховный главнокомандующий НОАЮ маршал Иосип Броз Тито довёл в ряде директив 1-му Пролетарскому и 12-му Воеводинскому корпусам, а также Оперативной группе дивизий (5-я, 17-я и 21-я дивизии НОАЮ) план наступления в Сербии. Согласно его замыслу предусматривалось провести концентрическое наступление вышеназванных соединений на линию Крупань — Валево — Рудник с целью уничтожения основных сил ЮВуО в Западной Сербии. После устранения четников и коллаборационистского аппарата генерала Милана Недича, войскам предстояло установить власть КПЮ на подконтрольных территориях и использовать их материальные и человеческие ресурсы для усиления подразделений НОАЮ в будущих операциях в направлении Белграда. Выполняя поставленные задачи, преодолев реку Лим, 1-й Пролетарский корпус с боями вышел в район Пожеги и Ужице и на 4 сентября занял силами 1-й и 6-й дивизий линию Ариле — Пожега — Ужице — Кремна — Мокра-Гора. Прежде чем продолжить продвижение на север, «пролетарцам» оставалось дождаться прорыва 12-го корпуса с Дрины на гору Тара, чтобы далее совместно продвигаться через Западную Сербию.
В этот момент на юго-западе Сербии немецкие силы состояли лишь из трёх батальонов 5-го полицейского полка СС, разбросанных по всей территории между Вишеградом и Чачаком. В такой обстановке, чтобы предотвратить продвижение партизан вглубь Сербии, командующий ЮВуО генерал армии Драголюб Михайлович направил против 1-го Пролетарского корпуса свою лучшую 4-ю группу ударных корпусов майора Драгослава Рачича с заданием в срочном порядке предпринять концентрическую атаку против 1-го Пролетарского корпуса вдоль правого и левого берегов Западной Моравы. Рачичу поручалось сковать обходным маневром и лобовым ударом части 1-го Пролетарского корпуса, отбить Пожегу, а затем с помощью других сил четников, расположенных севернее линии Ужице — Овчар — Баня, очистить от партизан территорию до Ужице. Далее планировалось из района Ужице предпринять «общие действия всех антикоммунистических сил» в направлении на Златибор и Вишеград с целью разбить части 1-го Пролетарского корпуса и, собрав силы, уничтожить «красных на территории Сербии». Важность предстоящего сражения с партизанами отражала директива № 6 штаба 4-й группы ударных корпусов от 4 сентября 1944 года в которой говорилось: «Это сражение будет решать судьбу Сербии, Югославии и всех Балкан, а также определит, кто первым придёт в нашу страну — англо-американцы или Советы». Предварительно 4-я группа должна была получить боеприпасы и поддержку от одного из немецких полицейских батальонов, но несанкционированное четническое нападение на поезд к северу от Чачака чуть не лишило командующего группой капитана Драгослава Рачича и того и другого. Тем не менее проблему уладили и 5 сентября немецко-четнический силы атаковали 6-ю Ликскую дивизию в районе Пожеги. Значительно уступавшие противнику по численности партизаны были вынуждены отступить с боями на юго-восток. При этом одна бригада едва избежала окружения. К утру 6 сентября 6-я дивизия заняла новые позиции на высотах южнее Пожеги, а четники и немцы вошли в город и в течение дня установили связь с заблокированным партизанами гарнизоном в Ужице.

## Приготовления к сражению, планы, силы сторон и их расположение

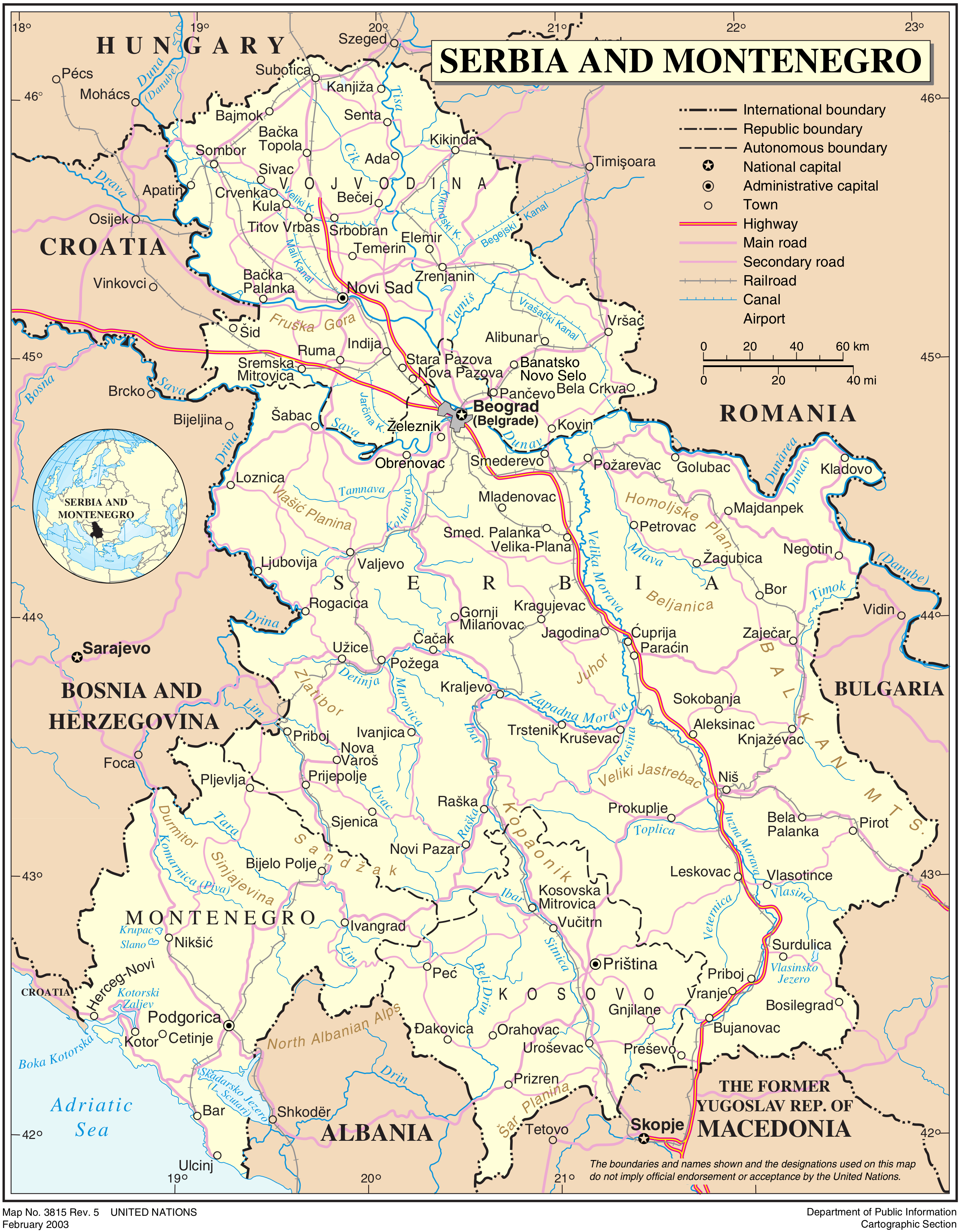
Сербия и Черногория на карте (состояние на 2003 год

Намерение четников отбросить силы 1-го корпуса из района Пожега — Ужице и от Златибора обратно в Санджак распознали в штабе «пролетарцев» и Верховном штабе НОАЮ. Тито подверг критике командование корпуса за то, что оно не сконцентрировало силы на разгроме четнической группировки и уступило ей инициативу на поле боя. В то же время Тито приказал 1-му Пролетарскому корпусу разбить противника и во взаимодействии с 12-м Воеводинским ударным корпусом продолжить наступление на север. Рассмотрев создавшуюся обстановку и оценив намерения противника, штаб 1-го Пролетарского корпуса решил не задействовать основную часть своих сил в боях под Пожегой, но быстрым манёвром перенести центр боевых действий на левый фланг западнее дороги Ужице — Косьерич в направлении Заглавак — Сеча-Река, чтобы разбить здесь силы четников и продолжить быстрый прорыв в направлении Малена и Сувобора. Для этого командование корпуса перегруппировало свои силы и отдало приказ 1-й Пролетарской дивизии занять позиции на Еловой горе. В то же время 6-й Пролетарской дивизии была поставлена задача оставить позиции юго-западнее Пожеги и, обойдя Ужице с юго-запада, развернуться на левом фланге корпуса. Выполняя приказ, 3-я Краинская бригада 1-й Пролетарской дивизии заняла 6 сентября основной частью своих сил Еловую гору.
Прорыв 3-й Краинской бригады западнее дороги Валево — Ужице на Еловую гору встревожил Дражу Михайловича и офицеров его штаба. Он сразу отказался от дальнейшего концентрического наступления в направлении Златибора и решил перенести центр тяжести действий 4-й группы ударных корпусов в район Еловой горы и навязать 1-му Пролетарскому корпусу решающий бой. Чтобы быть ближе к сражению и в подходящий момент взять командование в свои руки, Михайлович переместил свой штаб из деревни Праньяна (близ Горни-Милановаца) на Равна-Гору. 7 сентября большая часть четнических сил сосредоточилась перед 1-м Пролетарским корпусом в районе северо-западнее и севернее Ужице и готовилась к наступлению с линии Баина-Башта — Еловая гора в следующем порядке:

- 4-й ударный и Златиборский корпуса — на линии между деревнями Мала-Река[серб.] и Лештанско[серб.],
- пять бригад Церско-Маевицкой группы корпусов — в районе горы Повлен[серб.],
- 4-я группа ударных корпусов — в районе сёл Сеча-Река[серб.] и Рибашевина[серб.][11].

Согласно Гаю Трифковичу, общая численность четнической группировки, развернутой в первой линии против 1-го Пролетарского корпуса, составляла до 12 тысяч человек. 
7 сентября части 1-го Пролетарского корпуса завершили перегруппировку и начали подготовку к прорыву в район Валева. Первая Пролетарская дивизия выдвинулась севернее дороги Ужице — Баина-Башта в район южного склона Еловой горы и деревень Драксин и Дуб. Её 13-я Пролетарская бригада «Раде Кончар» заняла позиции вокруг Йованчевича и Расадника на южных склонах Еловой горы. 3-я Краинская Пролетарская бригада сосредоточилась между Кондером (около Заглавака) и Игнятовичем. В районе горы Малич, Драксина и Дуба пребывала 1-я Пролетарская бригада. Под Чаетиной собрались части 6-й Пролетарской дивизии (без ещё не прибывшей 2-й Ликской бригады). Вечером 7 сентября 6-я Пролетарская дивизия двинулась ускоренным маршем через шоссейную и железную дороги Ужице — Вишеград в направлении Еловой Горы и на рассвете следующего дня вышла на перевал Кадинячи на дороге Ужице — Баина-Башта. 
Общую численность личного состава 1-го Пролетарского корпуса (без 37-й дивизии) накануне сражения Гай Трифкович оценивает «в лучшем случае в 6000 человек»: непосредственно перед силами ЮВуО стояли две бригады 1-й Пролетарской дивизии, дислоцированные восточнее дороги Ужице — Варда (третья бригада находилась западнее неё). Две бригады 6-й Ликской дивизии направлялись из Пожеги. Как отмечает историк, «на первый взгляд могло показаться, что партизаны оказались в невыгодном положении. Однако были факторы, которые помогли НОАЮ уравнять шансы. Эти подразделения были столь же опытными и мотивированными, как 2-я и 5-я дивизии, стоявшие на той же территории в начале мая (1944 года). Однако, в отличие от людей Морачи, партизаны теперь явно обладали материальным превосходством над своими врагами. Вопреки утверждениям пропаганды четников, помощь западных союзников была более обильной, чем когда-либо. Ко второму кварталу 1944 года они доставляли по воздуху от 900 до 1000 тонн грузов в месяц, и значительная часть этого количества шла в Сербию. В результате подразделения НОАЮ, дислоцированные вокруг Еловой горы, в среднем имели одно автоматическое оружие на 8—10 человек, множество лёгких и средних миномётов и даже несколько 75-миллиметровых горных орудий американского производства, часть из которых была доставлена на передовую взлётно-посадочную полосу на Златиборе накануне боя».

## Сражение
Утром 8 сентября 1944 года началась лобовая атака сил 4-й группы ударных корпусов на две правофланговые бригады 1-й Пролетарской дивизии. Четники сражались «отчаянно» и совершали неоднократные атаки без артиллерийской поддержки, сопровождаемые только звуками труб и военных оркестров. Под четническим натиском 3-я Краинская бригада была вынуждена отступить с позиций в районе Косьерича, но сделала это в полном порядке и оказывая жёсткое сопротивление. К полудню бригада отошла на северо-западные склоны Еловой горы. На её южном фланге 13-я Пролетарская бригада отбила в то же время все атаки четников, но затем отошла к вершине Еловой горы. 6-й ударный корпус ЮВуО попытался сбить её с этой доминирующей позиции, но безуспешно. На начальном этапе боя внутренние фланги двух бригад были разделены, однако командование четников не использовало эту возможность и к 10 часам разрыв закрыла 3-я Ликская бригада, подошедшая из Пожеги. Другая бригада 6-й Ликской дивизии помогла обеспечить северный фланг в районе Варды. Когда ближе к вечеру фронт стабилизировался, командования 1-й и 6-й дивизий провели военный совет и приняли решение о контрнаступлении. 9 сентября яростная партизанская контратака по всей линии поддерживалась «хорошо организованным миномётным огнём», который, как пишет Гай Трифкович, «разрывал» целые подразделения ЮВуО. К этому времени большая часть четников уже были деморализованы после целого дня боёв и из-за понесённых напрасных потерь. Вскоре их позиции рухнули сначала на юге и в центре, а затем, после затяжного боя, и на севере. Отступление четников превратилось в полное поражение. В возникшей суматохе сам Михайлович едва избежал плена 11 сентября. Ещё один «разрушительный удар по моральному духу четников был нанесён на следующий день» 12 сентября, когда Би-би-си передало обращение югославского короля Петра II к членам ЮВуО с призывом присоединиться к партизанам, сделанное им под давлением британцев. После четырёх дней преследования отступающих четников 1-й Пролетарский и 12-й Воеводинские корпуса вышли к рекам Колубара и Ядар к востоку и западу от Валева и приступили к подготовке атаки на этот стратегически важный город.

## Последующие события
По заключению немецкой стороны, всё это время командир 4-й группы ударных корпусов Рачич оставался «верным» и находился под «немецким командованием». Однако немецкая помощь его войскам в основном ограничивалась сферой материально-технического обеспечения и медицинского обслуживания. Угроза гарнизону в Валево, состоявшему из двух батальонов 5-го полицейского полка СС и некоторых вспомогательных подразделений, вынудила генерала Фельбера искать ещё более тесный контакт с четниками. 12 сентября он согласился на требование Рачича о предоставлении боеприпасов в обмен на поддержку валевского гарнизона (в одном из современных документов это названо «вымогательством»). Как это уже происходило ранее, данная сделка подверглась испытанию уже на следующий день, когда 1-я и 6-я дивизии НОАЮ начали полномасштабную ночную атаку на Валево. К вечеру 15 сентября партизаны захватили весь город, за исключением бывших казарм югославской армии, отчаянно обороняемых оставшимися немцами. Срочно переброшенные Фельбером подкрепления из числа подразделений РОК, СДК и ЮВуО пытались пробиться в город с запада, но были остановлены 12-м корпусом НОАЮ. Вместе с тем на противоположной стороне кольца окружения успех сопутствовал боевой группе полковника Гедульта фон Юнгенфельда, состоявшей из двух батальонов, по одному из 5-го полицейского полка СС и 1-го полка «Бранденбург», а также двух рот 202-го танкового батальона. 17 сентября эти силы вошли в город со стороны Уба и деблокировали потрёпанных обороняющихся. Однако немцы не собирались удерживать Валево и, эвакуировав раненых и немногие оставшиеся припасы, покинули город и отступили на восток. В тот же день штаб 1-го Пролетарского корпуса отвёл все свои части на южный берег реки Колубары.
Решение обеих противоборствующих сторон оставить Валево было напрямую вызвано наступлением Оперативной группы дивизий на Шумадию и её соединением с 1-м Пролетарским корпусом, который после боя за Валево направил свои усилия на юго-восток. Теперь восемь дивизий НОАЮ, развёрнутые на окраине горного хребта Западной Сербии (Медведник — Повлен — Мален — Сувобор — Рудник), представляли силу, занявшую стартовую позицию для будущего наступления либо в направлении слияния Дрины и Савы на севере, либо в направлении слияния рек Дрина и Сава на севере, либо Моравской долины на востоке или столицу Югославии Белград. Для управления этими силами в предстоящих операциях было создано 15 сентября 1944 года командоване группы корпусов во главе с Пеко Дапчевичем.
К середине сентября 1944 года оперативная обстановка в зоне ответственности командования Фельбера продолжала ухудшаться. Болгарские войска начали наступательные операции в районе Ниша, а Красная Армия готовилась форсировать Дунай. Немецкое командование понимало, что центр тяжести военных действий сместился на восток и удерживать Западную Сербию больше невозможно. В результате, вместе с Валево в тот же день были эвакуированы Ужице и Пожега. В конечном итоге немцы решили сконцентрироваться против «внешнего врага» ценой уступления инициативы коммунистическим партизанам во внутренних районах Сербии. Оставшимся позади немецким, четническим и коллаборационистским силам надлежало задерживать их наступление как можно дольше в надежде, что неуказанные «внутренние политические конфликты» или нехватка снабжения ослабят наступательный потенциал НОАЮ. Использование четников, которые все ещё были готовы сражаться, имело неослабевающее значение и потому поддреживалось немцами всеми доступными средствами.

### Комментарии
1. ↑  Начальник 5-й ударной дивизии НОАЮ полковник Милутин Морача[серб.] командовал Ударной группой дивизий (2-я Пролетарская и 5-я ударная) во время её прорыва в Сербию в период с 15 марта по 20 мая 1944 года[13].